# Parningstid
Parningstid är den tid då djur är parningsvilliga. Hos många djurarter inträder parningstiden under olika men regelbundna tider på året. Vissa djur har flera parningstider under året, medan andra, vanligen större djur, endast har en parningstid per år. Flera yttre och inre faktorer påverkar parningstiden, exempelvis näringstillgång, dagsljus och hormonfaktorer. Klimatfaktorer som exempelvis regnperiod och torrperiod kan också påverka när parningstiden infaller. Det är frisättningen av hormonet GnRH från hypotalamus i hjärnan som reglerar parningstiden.